# Francuski vrt
Francuski vrt (ili francuski formalni vrt, francuski svečani vrt, francuski park; doslovno „vrt na francuski način“), stil je vrta koji se temelji na simetriji i principu nametanja reda prirodi. Njegovom se epitomom smatraju Versajski vrtovi koje je dizajnirao krajobrazni arhitekt André Le Nôtre za Luja XIV. tijekom 17. stoljeća u Francuskoj.
Francuski vrt nastavlja se na renesansni vrt pravilna plana. Bujno raslinje reže se u geometrijske oblike. Drvoredi su simetrično postavljeni, a stabla se šišaju pravilno. Između vegetacije postavljaju se fontane, kipovi i ukrasne vaze, terase se povezuju stubištima. Glavna značajka francuskog vrta je prisutnost simetričnih elemenata i geometrijskih figura. Po tradiciji je pravokutnik, koji je podijeljen na 4 identična kvadrata.
Suprotnost francuskom vrtu (Jardin à la française) je engleski vrt (Jardin à l'anglaise) koji predstavlja idealizirani pogled na prirodu. Inspiraciju je crpio iz slika pejzaža i iz klasičnih kineskih vrtova.

## Vanjske poveznice
- Francuski vrt, Proleksis enciklopedija